# Nam Hoa Kỳ

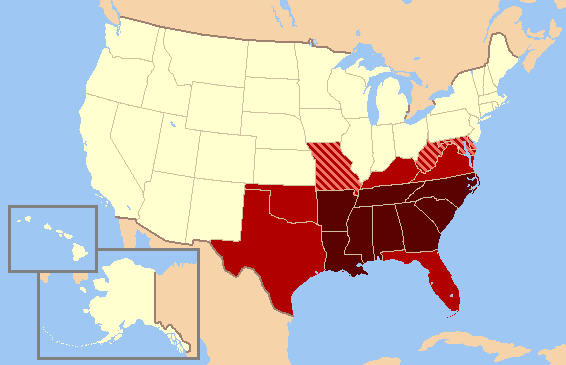
Định nghĩa hiện thời: Các tiểu bang màu đỏ thẩm hầu như luôn được tính theo cách định nghĩa hiện thời về miền Nam Hoa Kỳ trong khi đó các tiểu bang màu đỏ trung thường được tính vào. Một số nguồn xếp Maryland và Missouri thuộc miền Nam và Delaware chỉ hiếm khi được xếp chung vào vùng. Tây Virginia thường được xem là thuộc miền Nam Hoa Kỳ vì nó từng là một phần của Virginia.

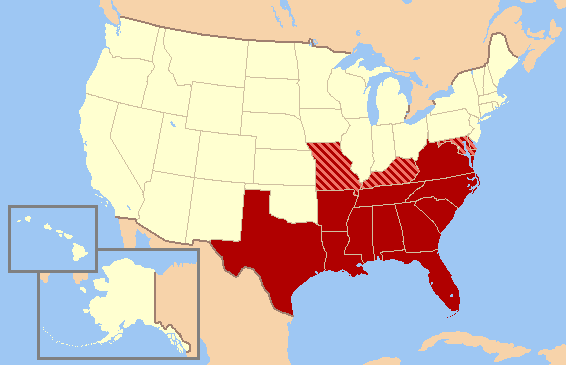
Miền Nam Hoa Kỳ trong lịch sử: Các tiểu bang màu đỏ là thuộc Liên minh miền Nam Hoa Kỳ và từ trước đến giờ trong lịch sử đã được xem là hình thành nên "miền Nam". Những tiểu bang màu đỏ sọc được xem là các tiểu bang "Biên cương" và đã từng ủng hộ theo các cấp độ khác nhau cho Liên minh miền Nam mặc dù chúng vẫn còn nằm trong Liên bang miền Bắc. (Hình này mô tả các ranh giới liên-Allegheny và ranh giới ban đầu của Virginia và không có biểu thị riêng Tây Virginia. Xem hình phía dưới để tìm ranh giới sau năm 1863 giữa Virginia và Tây Virginia.) Trong khi Oklahoma ngã theo và bị Liên minh miền Nam kiểm soát nhưng nó không được biểu thị bằng màu lợt vì vào lúc đó nó là Lãnh thổ của người bản thổ Mỹ, và vì thế không phải 1 tiểu bang.

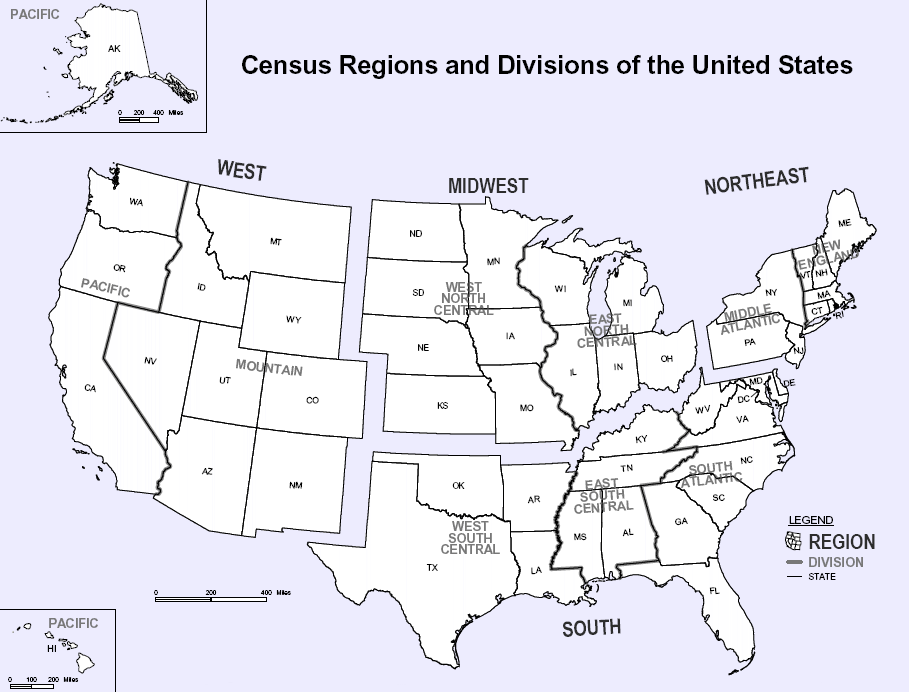
Miền Nam là một trong bốn vùng của Cục điều tra dân số Hoa Kỳ.

Miền Nam Hoa Kỳ (tiếng Anh: Southern United States) còn được biết phổ biến như American South, Dixie, Down South hay đơn giản là the South—bao gồm một vùng lớn rõ rệt nằm trong đông nam và trung-nam Hoa Kỳ. Vì di sản lịch sử và văn hoá độc đáo của vùng gồm có người bản thổ Mỹ; các khu định cư châu Âu xưa kia có vết tích di sản Tây Ban Nha, Anh Quốc, Pháp; tầm quan trọng của hàng ngàn người nô lệ châu Phi; sự gia tăng tỉ lệ dân số lớn người Mỹ gốc châu Phi, sự lệ thuộc vào sức lao động nô lệ, và di sản của Liên minh miền Nam sau Nội chiến Hoa Kỳ nên miền Nam Hoa Kỳ đã hình thành nên phong tục, thể loại âm nhạc, văn chương, và ẩm thực riêng biệt cho mình.
Trong vài thập niên vừa qua, miền Nam đã trở nên công nghiệp hoá và đô thị hoá hơn, hấp dẫn di dân quốc tế và nội địa. Khi nhiều phần của miền Nam nằm trong số các khu vực phát triển nhanh nhất tại Hoa Kỳ thì chúng cũng phát triển nền văn hoá mới.

## Địa lý
Như định nghĩa của Cục điều tra dân số Hoa Kỳ, vùng Nam Hoa Kỳ gồm có 16 tiểu bang và Đặc khu Columbia. Dân số tổng cộng cho vùng được ước tính là 109.083.752 người vào năm 2006. Ba mươi sáu phần trăm dân số Hoa Kỳ sống trong vùng Nam Hoa Kỳ. Vùng đông dân nhất của quốc gia. Cục điều tra dân số phân chia vùng này thành ba đơn vị nhỏ hơn hay còn gọi là phân vùng:
- Các tiểu bang Nam Đại Tây Dương: Florida, Georgia, Bắc Carolina, Nam Carolina, Virginia, Tây Virginia, Maryland, Washington, D.C., và Delaware
- Các tiểu bang Trung Đông Nam: Alabama, Kentucky, Mississippi và Tennessee
- Các tiểu bang Trung Tây Nam:  Arkansas, Louisiana, Oklahoma và Texas

Các thuật từ khác có liên quan đến miền Nam gồm có:
- Old South: thường là các thuộc địa ban đầu ở miền nam: Virginia, Delaware, Maryland, Georgia, Bắc Carolina, và Nam Carolina.[5]
- New South: thường bao gồm các tiểu bang Nam Đại Tây Dương.
- Solid South: vùng do Đảng Dân chủ kiểm soát từ năm 1877 đến năm 1964. Bao gồm ít nhất tất cả 11 cựu tiểu bang trong Liên minh miền Nam.
- Nam Appalachia: Cao nguyên Cumberland của Kentucky và Tennessee, Nam Ohio, Tây Bắc Carolina, Tây Maryland, Tây Virginia, Thung lũng Shenandoah và Dãy núi Blue Ridge của Virginia, và đông bắc Georgia.
- Đông Nam Hoa Kỳ: thường bao gồm Bắc Carolina, Nam Carolina, Virginia, Tennessee, Kentucky, Tây Virginia, Georgia, Alabama, Mississippi, và Florida
- Deep South: có nhiều định nghĩa khác nhau, thường bao gồm Louisiana, Alabama, Mississippi, Georgia, và Nam Carolina. Đôi khi những phần đất của các tiểu bang kề cận được tính vào (một phần Đông Texas, các khu vực châu thổ Arkansas và Tennessee, và các phần đất của Florida như vùng cán chảo và trung bắc của tiểu bang).
- Gulf South: có nhiều định nghĩa, thường bao gồm các vùng duyên hải Vịnh Mexico của Florida, Louisiana, Mississippi, Texas và Alabama.
- Upper South: Kentucky, Virginia, Tây Virginia, Tennessee, và Bắc Carolina.[6]
- Dixie: có nhiều định nghĩa, nhưng thông thường nhất có liên hệ với 11 tiểu bang thuộc Cựu Liên minh miền Nam.
- Trung Nam: cũng còn được biết là Trung Nam Hoa Kỳ.
- Border South: Missouri, Kentucky, Maryland, và Delaware là các tiểu bang không ly khai khỏi Hoa Kỳ để gia nhập Liên minh miền Nam. Tây Virginia được thành lập bởi những người ở phía tây Virginia chống đối việc ly khai khỏi Liên bang.

Định nghĩa phổ biến nhất về thuật từ "Miền Nam" thì không chính thức lắm và thường có liên quan với việc các tiểu bang ly khai trong Nội chiến Hoa Kỳ để thành lập Liên minh miền Nam. Các tiểu bang này chia sẻ chung lịch sử và văn hóa mà vẫn còn hiện hữu cho đến ngày nay.
Về mặt tự nhiên, miền Nam là một vùng đa dạng và rộng lớn có nhiều vùng khí hậu gồm có khí hậu ôn hòa, cận nhiệt đới, nhiệt đới và khô cằn – mặc dù miền Nam thường được xem là nóng và ẩm ướt có mùa hè dài và mùa đông ôn hòa ngắn, nhưng nó khá ấm áp hơn các vùng phía bắc của nó (và thường thường có các chỉ số nóng cao nhất quốc gia). Nhiều thứ cây trồng phát triển dễ dàng trên đất và có thể phát triển mà không sợ giá rét ít nhất là sáu tháng trong năm. Một số khu vực trong miền Nam, đặc biệt là Đông nam, có quang cảnh thiên nhiên phong phú với sự hiện diện của nhiều loại cây cỏ như cây sồi, mộc lan. Môi trường phổ biến khác của Nam Hoa Kỳ là bayou và đầm lầy của Duyên hải Vịnh Mexico, đặc biệt tại Louisiana và Texas. Miền Nam là nạn nhân của loài cây leo kudzu, phát triển rất nhanh bao phủ phần lớn đất và giết chết các loài thảo mộc khác. Kudzu là vấn nạn lớn đặc biệt là tại những vùng dưới chân đồi của Mississippi, Alabama, và Georgia.

## Các thành phố lớn Nam Hoa Kỳ
| Hạng | Thành phố    | Tiểu bang và/hay Lãnh thổ | 1 tháng 7 năm 2007 Ước tính dân số |
| ---- | ------------ | ------------------------- | ---------------------------------- |
| 1    | Houston      | Texas                     | 2.208.180                          |
| 2    | San Antonio  | Texas                     | 1.328.984                          |
| 3    | Dallas       | Texas                     | 1.266.372                          |
| 4    | Jacksonville | Florida                   | 805.605                            |
| 5    | Austin       | Texas                     | 743.074                            |
| 6    | Fort Worth   | Texas                     | 681.818                            |
| 7    | Memphis      | Tennessee                 | 674.028                            |
| 8    | Charlotte    | Bắc Carolina              | 671.588                            |
| 9    | El Paso      | Texas                     | 606,913                            |
| 10   | Nashville    | Tennessee                 | 590.807                            |

## Các vùng đô thị chính tại Nam Hoa Kỳ
| Hạng | Vùng thống kê đô thị                     | Tiểu bang và/hay lãnh thổ | 1 tháng 7 năm 2007 Ước tính dân số |
| ---- | ---------------------------------------- | ------------------------- | ---------------------------------- |
| 1    | Dallas–Fort Worth–Arlington              | TX                        | 6.300.006                          |
| 2    | Houston–Sugar Land–Baytown               | TX                        | 5.728.143                          |
| 3    | Miami–Fort Lauderdale–Pompano Beach      | FL                        | 5.414.772                          |
| 4    | Atlanta–Sandy Springs–Marietta           | GA                        | 5.376.285                          |
| 5    | Washington–Arlington–Alexandria          | DC–VA–MD–WV               | 5.358.130                          |
| 6    | Tampa–St. Petersburg–Clearwater          | FL                        | 2,733,761                          |
| 7    | Baltimore–Towson                         | MD                        | 2.667.117                          |
| 8    | Orlando-Kissimmee                        | FL                        | 2.054.574                          |
| 9    | San Antonio                              | TX                        | 2,031,445                          |
| 10   | Charlotte–Gastonia–Concord               | NC–SC                     | 1.701.799                          |
| 11   | Virginia Beach–Norfolk–Newport News      | VA–NC                     | 1.658.292                          |
| 12   | Austin–Round Rock                        | TX                        | 1,652,602                          |
| 13   | Nashville-Davidson–Murfreesboro–Franklin | TN                        | 1.550.733                          |
| 14   | Jacksonville                             | FL                        | 1.313.228                          |
| 15   | Memphis                                  | TN–MS–AR                  | 1,285,732                          |
| 16   | Louisville–Quận Jefferson                | KY–IN                     | 1.244.696                          |
| 17   | Richmond                                 | VA                        | 1.225.626                          |
| 18   | Thành phố Oklahoma                       | OK                        | 1.206.142                          |
| 19   | New Orleans–Metairie–Kenner              | LA                        | 1.134.029                          |
| 20   | Birmingham–Hoover                        | AL                        | 1.117.608                          |
| 21   | Raleigh–Cary                             | NC                        | 1,088,765                          |
| 22   | Tulsa                                    | OK                        | 916.079                            |
| 23   | Baton Rouge                              | LA                        | 770.037                            |
| 24   | El Paso                                  | TX                        | 734.669                            |
| 25   | Columbia                                 | SC                        | 716.030                            |